# Tôn Hiệu
Tôn Hiệu hay Tôn Kiểu (tiếng Trung: 孫皎; bính âm: Sun Jiao; ? - 219), tự Thúc Lãng (叔朗), là tướng lĩnh Đông Ngô thời Tam Quốc trong lịch sử Trung Quốc.

## Cuộc đời
Tôn Hiệu quê ở huyện Phú Xuân, quận Ngô, Dương Châu, là con trai thứ ba của Tôn Tĩnh (em trai Tôn Kiên). Hiệu làm người khinh tài vật, hay bố thí, kết giao với Gia Cát Cẩn.
Tôn Hiệu ban đầu giữ chức Hộ quân hiệu úy, thống lĩnh 2.000 binh lính. Sau trận Xích Bích, Tào Tháo nhiều lần tấn công Nhu Tu khẩu, lần nào Hiệu cũng dẫn quân chống cự. Do đó quân của Hiệu nổi tiếng tinh nhuệ.
Năm 215, Trình Phổ chết, Tôn Hiệu được phong làm Đô hộ, Chinh Lỗ tướng quân, thay Phổ đồn trú Hạ Khẩu. Cùng năm, Hoàng Cái cùng Tôn Du lần lượt qua đời, Tôn Quyền đem quân của hai người giao cho Hiệu thống lĩnh. Quyền lại đem Sa Tiện, Vân Đỗ, Nam Tân Thị, Cảnh Lăng làm phụng ấp của Hiệu, ban cho Hiệu quyền tự do bố trí quan viên.
Tôn Hiệu trấn thủ Nhu Tu, bổ nhiệm người Lư Giang là Lưu Tĩnh quản lý bộ hạ, người Giang Hạ là Lý Doãn phụ trách an bài nhân sự, người Quảng Lăng là Ngô Thạc, người Hà Nam là Trương Lương phụ trách bố trí quân lữ. Tôn Hiệu tận tình đối đãi thuộc hạ, khiến bọn họ đều tận tâm tận lực phục vụ. Có lần, quân của Hiệu đánh cướp vùng biên cảnh, bắt được quan viên của Ngụy cùng mỹ nữ. Hiệu cho quân sĩ đem bọn họ đến chỗ mình, cho thay quần áo mới rồi thả về, đồng thời hạ lệnh: Nay kẻ cần tru diệt là họ Tào, bá tánh của hắn có tội gì? Từ nay về sau, không được tấn công dân chúng. Vì thế có nhiều dân vùng Giang Hoài đến quy phụ Hiệu.
Khoảng năm 215-218, Tôn Hiệu từng cùng Cam Ninh xảy ra mâu thuẫn, đôi bên lớn tiếng. Tôn Quyền biết chuyện, viết thư, lấy tích Chiêu Hề Tuất để khuyên Hiệu bao dung khuyết điểm của Ninh. Tôn Hiệu đọc thư, dâng sớ tạ lỗi, lại cùng Cam Ninh kết giao, cảm tình sâu đậm.
Năm 219, Quan Vũ bắc phạt Tào Ngụy. Tôn Quyền bội ước, lấy Lã Mông làm đốc, Tôn Hiệu quản lý hậu cần, tổ chức đánh lén, chiếm đoạt Kinh Châu. Tôn Hiệu sau đó tham gia truy bắt Quan Vũ, bình định các quận, đều lập công, sau đó chết bệnh. Tôn Quyền ghi nhớ công lao, phong con trưởng của Hiệu là Tôn Dận tước Đan Dương hầu. Quân của Hiệu được giao cho em trai Tôn Hoán thống lĩnh.

## Gia đình
- Con trai:
  - Tôn Dận (孫恭), con trưởng, phong Đan Dương hầu.
  - Tôn Hi (孫晞), con thứ, sau khi Tôn Dận chết, tập tước Đan Dương hầu, thống lĩnh quân đội. Sau phạm tội, tự sát, phong quốc bị hủy.
  - Tôn Tư (孫咨), con thứ ba, chức đến tướng quân, Vũ Lâm đốc. Năm 256, bị Đằng Dận giết.
  - Tôn Di (孫彌), chức đến tướng quân.
  - Tôn Nghi (孫儀), chức đến tướng quân, Vô Nan đốc. Năm 255, mưu đồ diệt Tôn Tuấn nên bị giết.

## Trong văn hóa
Trong tiểu thuyết Tam quốc diễn nghĩa, Tôn Hiệu xuất hiện ở hồi 75, được giới thiệu là con thứ hai của Tôn Tĩnh. Tôn Quyền muốn đánh lén Kinh Châu, mà Lã Mông lại đang bị bệnh, Quyền muốn để Lã Mông với Tôn Hiệu chia binh quyền. Lã Mông can: Nếu chúa công cho tôi là hữu dụng thì cứ dùng một mình tôi thôi; nếu Thúc Minh có tài thì cứ dùng một mình Thúc Minh. Chúa công không nhớ chuyện Chu Du và Trình Phổ khi xưa đó ư? Tuy công việc do Chu Du chủ trương, nhưng Trình Phổ nghĩ mình là cựu thần mà lại kém Du nên vẫn không bằng lòng, sau thấy Chu Du có tài, bấy giờ mới phục. Nay tài tôi không được bằng Chu Du, mà Thúc Minh lại thân hơn Trình Phổ, tôi ngại vị tất đã đỡ nhau được việc. Vì thế Tôn Quyền phong Mông làm đại đô đốc, sau Hiệu tiếp ứng lương thảo.